# Dracula Origin
Dracula Origin est un jeu d'aventure développé par Frogwares de type point & click à la troisième personne. Il est sorti sur PC le 29 mai 2008. Le jeu commence à Londres à l'ère victorienne ; le joueur y incarne le professeur Van Helsing qui se lance à la poursuite du comte Dracula.
Le jeu est directement inspiré par les aventures de Dracula, écrites par Bram Stoker.

## Accueil
- Adventure Gamers : 3,5/5[1]
- Jeuxvideo.com : 10/20[2]

## Postérité
« C'est un jeu dont nous sommes très fiers, même si le scénario aurait mérité plus de profondeur » déclare le président de Frogwares quelques mois après la sortie du jeu.
Dracula Origin connaît en 2011 une suite sous forme de jeu casual, Dracula: Love Kills (Dracula : L'Alliance maudite), développé par Waterlily Games, filiale de Frogwares.